# Volkswagen Polo III
El Volkswagen Polo III (o Polo 3, Tercer Polo, 6N) es un vehículo de Volkswagen que se terminó en Wolfsburg de septiembre de 1994 hasta octubre de 2001 (a partir de mayo de 1999: 6N2). Se ofrecía con carrocerías hatchback de tres y por primera vez, también con cinco puertas; así como sedán de cuatro puertas y familiar de cinco puertas (esta último como "Polo Variant"), estos dos últimos derivados del SEAT Córdoba de primera generación (véase Volkswagen Polo Classic). 
La versión sedán reemplazó a los Senda y Amazon en América Latina como sedanes del segmento B, comercializándose en Argentina todavía unos años después de su salida del mercado global. La versión furgoneta se comercializó con el nombre de Volkswagen Caddy. Los Volkswagen Lupo y SEAT Arosa utilizaban una versión acortada de la plataforma del Polo III.
Tenía tracción delantera y un motor delantero transversal a gasolina de 33 kW (45 PS) hasta 92 kW (125 PS) así como un motor a diésel de 42 kW (57 PS) hasta 81 kW (110 PS), que se acoplaba a una caja manual de cinco velocidades o a una automática de 4 niveles. 
En noviembre de 1995 salió al mercado la versión sedán llamada Classic, y en marzo de 1997 por primera vez la versión familiar con la tradicional denominación Volkswagen Variant.

## Historia del modelo

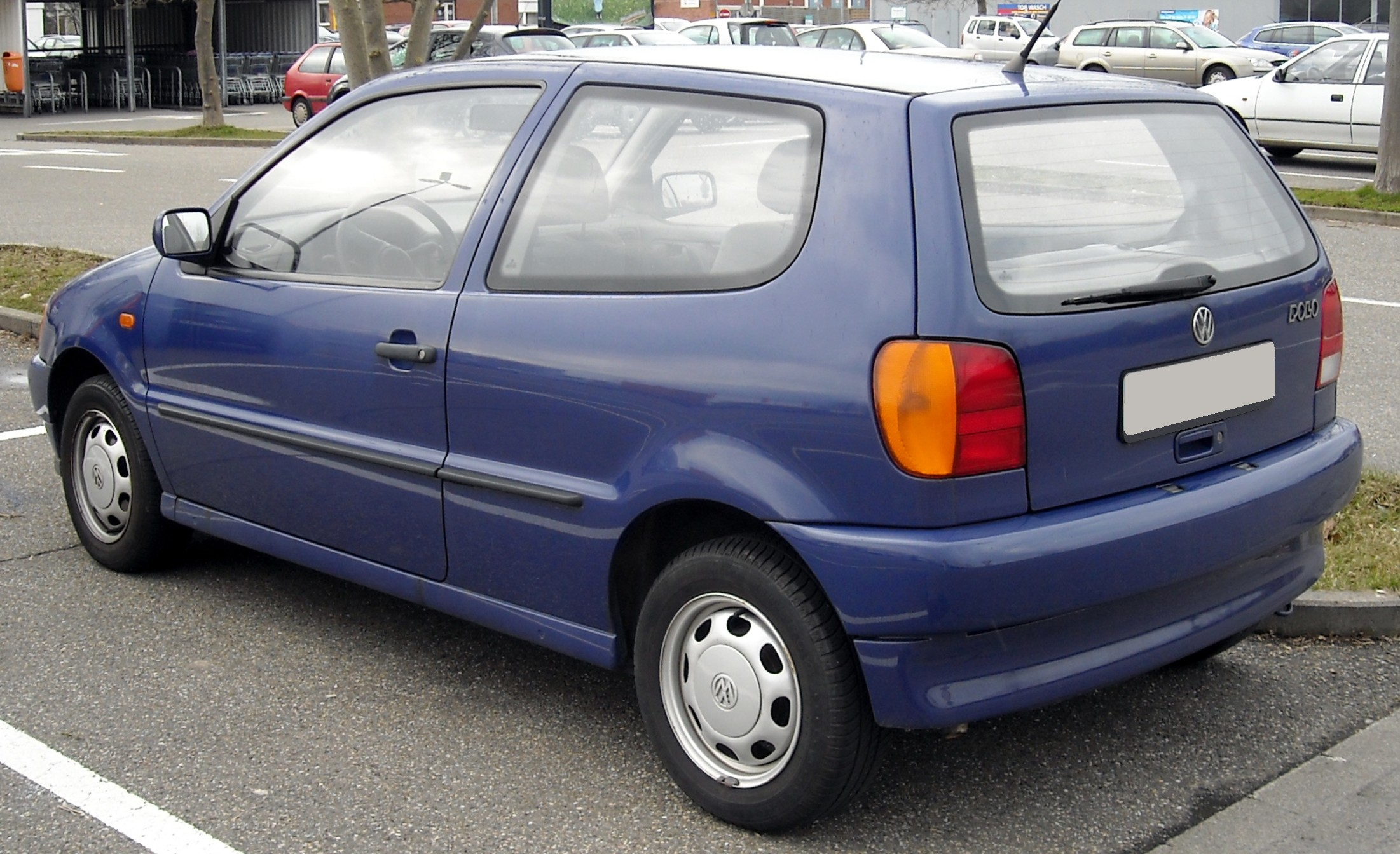
Vista trasera del Polo III

La tercera generación del Polo (conocido internamente como Typ 6N) se presentó en septiembre de 1994 y fue desarrollado desde cero. Aunque las versiones tempranas tenían los motores del Polo II. El Polo III fue el primer Polo que se ofreció como cinco puertas y tres puertas. Se fabricó de 1994 a 1999. Para este Polo, Volkswagen utilizó una estrategia para compartir partes iguales con el Golf III y el Ibiza II. Un cuarto de los componentes y todos los componentes de la suspensión eran intercambiables entre los tres modelos. Si bien el tablero y una serie de componentes mecánicos, incluidos los motores se compartían con el Ibiza, los modelos del Polo eran diferentes exteriormente. Al principio solo tenían disponibilidad de portón trasero los modelos tres y cinco puertas. En 1995 Volkswagen añadió el sedán cuatro puertas bajo el nombre de "Polo Classic", "Limousine" o "Derby" y el familiar cinco puertas "Polo Wagon" o "Variant". Se denominó 6KV al interior de Volkswagen y compartió partes de carrocería con el modelo de SEAT.
Al principio el Polo no se equipaba con bolsas de aire ni con limitador de tensión. En la prueba de impacto del Euro NCAP llevada a cabo en 1997 se llevó tres de cinco estrellas posibles en la categoría de seguridad de los ocupantes. La prueba de los modelos mejorados con bolsas de aire para conductor y pasajero así como limitador de tensión se llevó a cabo en el año 2000 y se llevó cuatro estrellas.
|                             |
| VW Polo Classic (1995–1999) |

|                             |
| VW Polo Variant (1997–1999) |

## Distintos modelos

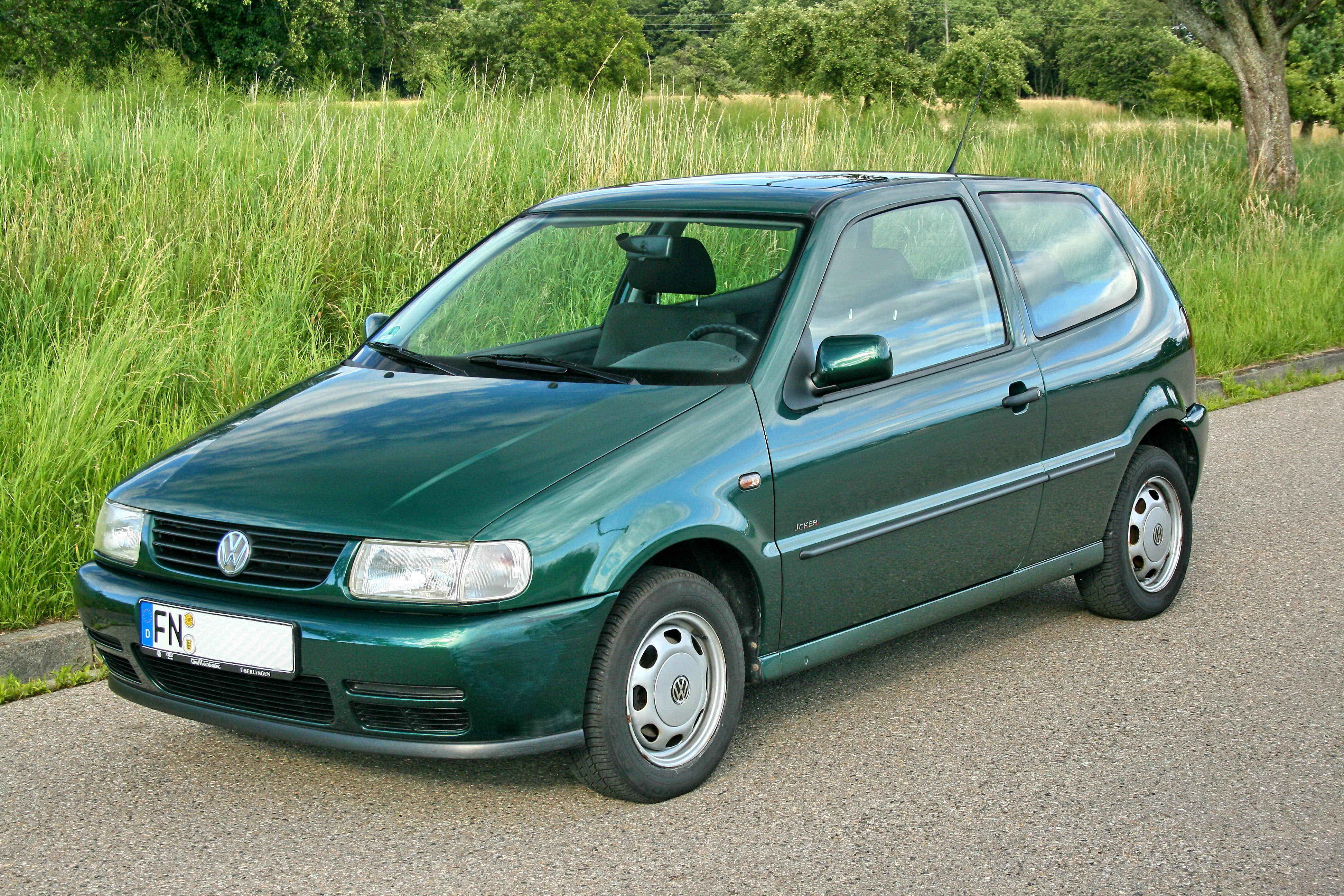
VW Polo (1997–1999)

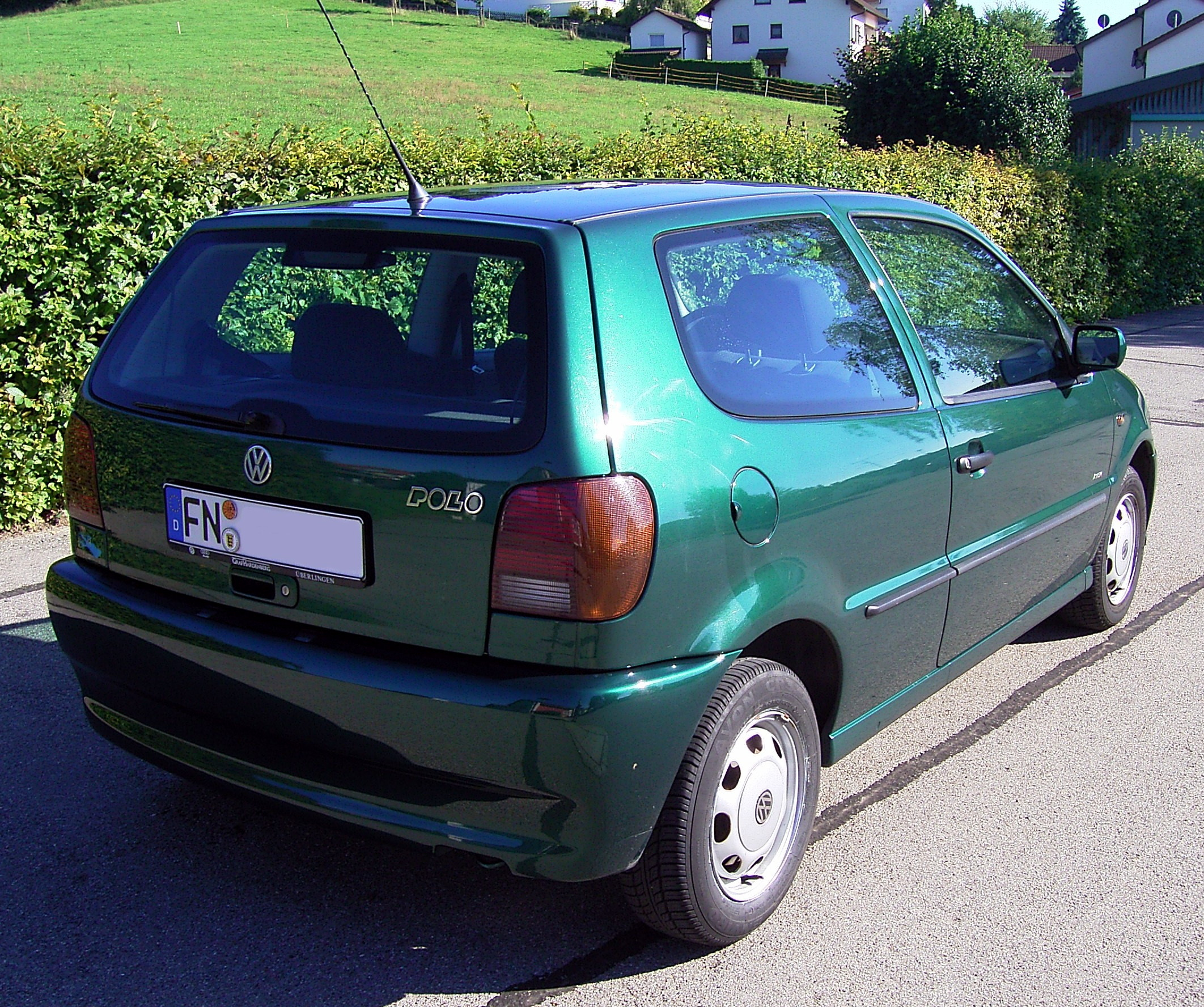
Vista trasera izquierda

A mediados de 1997 se retrabajó técnicamente el modelo 1998 de la serie 6N1, esto trajo muchos cambios tanto pequeños como importantes. La característica principal de estos cambios fue el cambio completo de los componentes eléctricos (la electrónica vieja hasta 1997 se basaba en aquella del Golf III, la nueva caja de fusibles era la del Lupo) así como un cambio de materiales, sobre todo casi todos exteriores y un panel de instrumentos con un nuevo tacómetro. Entre las diferencias se encuentran:
La versión vieja tenía dos grandes visualizadores redondos en medio: a la izquierda el velocímetro y a la derecha el número de revoluciones. Debajo se encontraba un campo para la fila para la disposición de las luces de advertencia. Por fuera se encontraban dos visualizadores redondos peqñeos: a la izquierda la temperatura del motor y a la derecha la carga del tanque.
La nueva versión tenía en medio un campo rectangular para las varias filas de luces de advertencia ordenadas. Encima se encuentran dos visualizadores redondos pequeños, el izquierdo para la temperatura del motor y el derecho para la carga del tanque. Por fuera hay dos visualizadores más grandes, a la izquierda para las revoluciones y a la derecha para la velocidad. Además de eso tanto los indicadores como las manecillas se iluminan ahora con luces interiores.
Por fuera las versiones son ligeramente distintas en la zona del cierre del maletero. En la versión vieja la cerradura cierra de manera vertical, en el rediseño, horizontal, por fuera en el borde del techo hay un pequeño alerón o una ligera curvatura enmarcada. La llave hasta el modelo 1997 tenía llave exterior, a partir del modelo 1998 ya tenía llave tipo navaja. Las luces traseras son más oscuras con respecto a las del viejo Polo.
A finales de verano de 1999 la serie 6N1 se retrabajó y evolucionó para el modelo 2000, tanto visualmente como técnicamente. La denominación cambió a 6N2 o 6N facelift.

### Polo III (6N, 1994–1999)

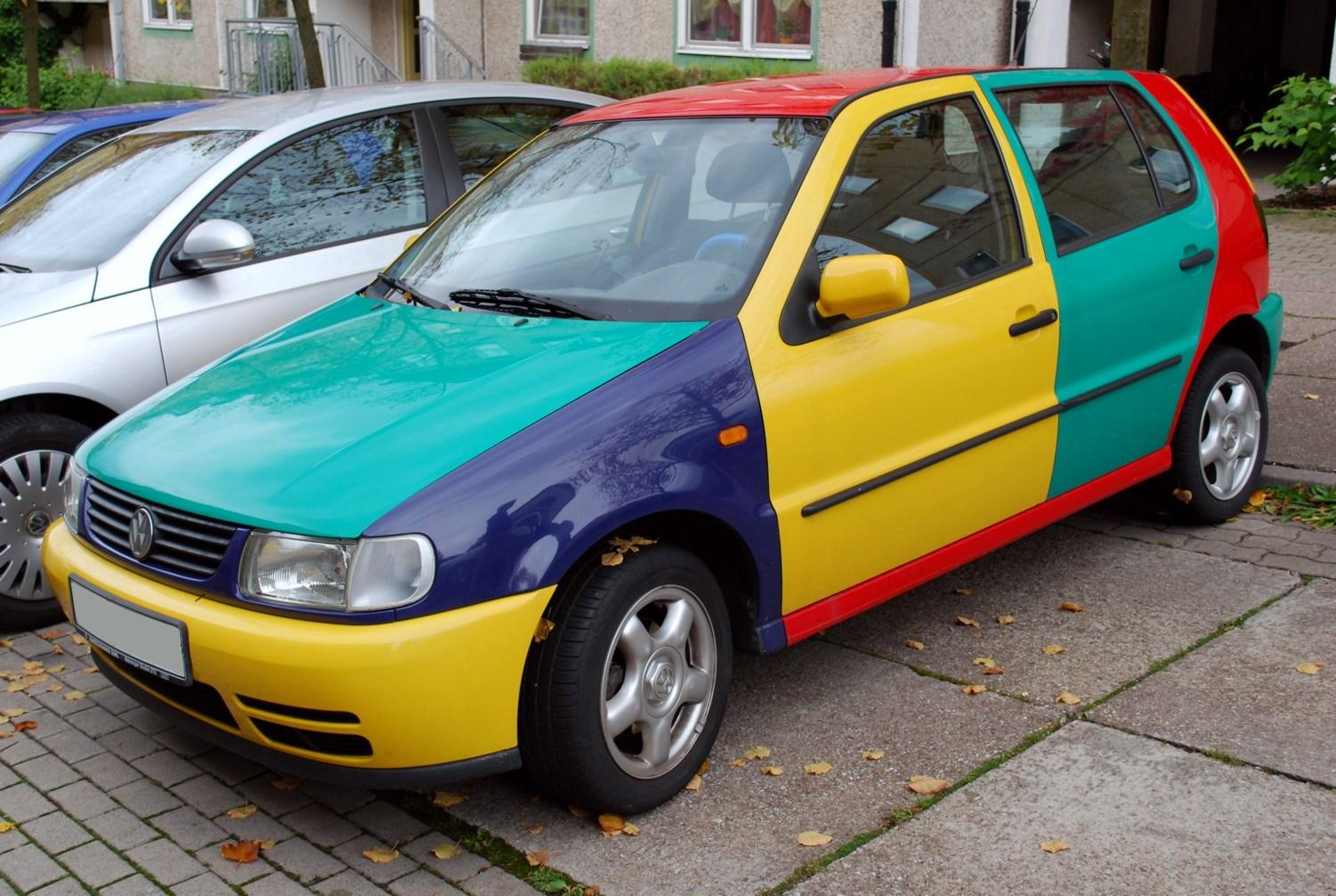
VW Polo Harlekin

Se volvió especialmente conocido el modelo de cuatro colores Harlekin, originalmente fabricados solo 20 vehículos (Ur-Harlekin) con fines publicitarios como símbolo para el principio de plataforma del módulo de equipamiento. Debido a la demanda de este Polo se realizó la variante de serie. Supuestamente se entregaron únicamente 3806 vehículos entre el año 1995 hasta comienzos de 1997. Había Polo Harlekin en cuatro combinaciones de colores distintas, que no podían ser escogidas por el cliente durante la realización del pedido. El diseño de colores estaba predeterminado a patrones fijos.
Como modelo de entregas para la Deutsche Post se equipó el Polo 6N sin asiento del copiloto y banca trasera con un motor a diesel 1.9 litros (47 kW/64 PS). Estos estaban fiscalizados como camión de trabajo para ahorrar impuestos. La denominación de modelo 6NF, que equivocadamente se confunde con el rediseño. Cerca de 1997 el 6NF se equipó con un 1.7 litros SDI con 44 kW (60 PS), parcialmente con airbag para el copiloto en vez del compartimento de almacenaje adicional.
Otros
- Como Polo Classic con maletero (Typ 6KV) idéntico al SEAT Córdoba, versión sedán del SEAT Ibiza, a diferencia de este solamente ofrecido con cuatro puertas y no con dos.
- En el Polo Variant/Classic: Plataforma del Grupo idéntica con el SEAT Ibiza II.
- El SEAT Ibiza II se ofreció como Polo Playa en Sudáfrica.
- Como Volkswagen Caddy (furgoneta), idéntico al SEAT Inca.
- Por primera vez también como cinco puerta y familiar (Polo Variant Typ 6KV5, idéntico al SEAT Córdoba Vario).
- Desde el Polo 6N no solo existe el Golf GTI (Grand Turismo Injektion), por primera vez también existe una edición limitada del Volkswagen Polo GTI. Esta versión es el modelo de Polo más potente. Una edición limitada de 3000 autos del 6N GTI se equiparon con un motor 1.6 litros 16V con 88 kW (120 PS). Los anteriores venían de fábrica con rines de aluminio de 15 pulgadas con diseño BBS-RS2 y aceleraba hasta 100 km/h en 9,1 segundos.
- Las plataformas del SEAT Arosa y del Volkswagen Lupo (Typ 6X) se basaron en una versión corta del Polo 6N, además se adaptaron muchos componentes.
- El Polo Open Air se construyó con un techo corredizo accionado eléctricamente.
- El Polo Classic también se construyó en la fábrica argentina de General Pacheco, desde 2005 y con pequeñas diferencias estéticas. Junto con el Caddy se fabricó hasta septiembre de 2008. También se ofreció en México con el nombre clásico de Volkswagen Derby.
- El Polo 6N Colour Concept (en los colores jazzblue, rojo flash, yellow, salsa green o black magic se trató de un equipamiento opcional, disponible con 44 kW (60 PS), 55 kW (75 PS) o 74 kW (100 PS). Entre otras cosas este vehículo tenía asientos en piel Recaro y recubrimientos en piel en color negro. Este Colour Concept también estuvo disponible en el OpenAir.

#### Motorizaciones 6N (1994-1999)
Los motores gasolina eran un 1.0 litros de 45 o 50 CV, un 1.3 litros de 55 CV, un 1.4 litros de 60 o 100 CV, y un 1.6 litros de 75 CV. El 1.0 de 45 CV, el 1.3 y el 1.6 de 75 CV incorporaban inyección monopunto, mientras que el resto (y luego también el 1.6 de 75 CV) poseía inyección multipunto. Todos tenían dos válvulas por cilindro, salvo el 1.4 100 CV que tenía cuatro.
Los motores diésel eran un 1.7 litros atmosférico de 60 CV y un 1.9 litros atmosférico de 64 CV.
| Periodo                        | 1997-1999             | 1994-1996                  | 1994-1995                  | 1995-1999                                        | 1996-1999             | 1994-1995                  | 1995-1999                                        |           |           |           |           |           |
| Identificación del motor       | ALL, ALD, AER         | AEV                        | ADX                        | AEX, AKV, APQ                                    | AFH                   | AEA                        | AEE                                              |           |           |           |           |           |
| Tipo de motor                  | L4 8v                 | L4 8v, inyección monopunto | L4 8v, inyección monopunto | L4 8v                                            | L4 16v                | L4 8v, inyección monopunto | L4 8v                                            |           |           |           |           |           |
| Diámetro x carrera             | 67,1 mm × 70,6 mm     | 75.0 mm × 59.0 mm          | 76.5 mm × 70.6 mm          | 76.5 mm × 75.6 mm                                | 76.5 mm × 75.6 mm     | 76.5 mm × 86.9 mm          | 76.5 mm × 86.9 mm                                |           |           |           |           |           |
| Cilindrada                     | 999 cm³               | 1043 cm³                   | 1296 cm³                   | 1390 cm³                                         | 1390 cm³              | 1598 cm³                   | 1598 cm³                                         |           |           |           |           |           |
| Relación de compresión         | 10.5: 1               | 10.0: 1                    | 10.0: 1                    | 10.2: 1                                          | 10.5: 1               | 10.0: 1                    | 9.8: 1                                           |           |           |           |           |           |
| Potencia máxima: CV (kW) @ rpm | 50 CV (37 kW) @ 5000  | 45 CV (33 kW) @ 5200       | 55 CV (40 kW) @ 5200       | 60 CV (44 kW) @ 4700                             | 100 CV (74 kW) @ 6000 | 75 CV (55 kW) @ 5200       | 75 CV (55 kW) @ 4800                             |           |           |           |           |           |
| Par máximo: Nm @ rpm           | 86 Nm @ 3000-3600     | 76 Nm @ 2800-3200          | 100 Nm @ 2800-3400         | 116 Nm @ 2800-3200                               | 128 Nm @ 4400         | 128 Nm @ 2800-3400         | 135 Nm @ 2800-3600                               |           |           |           |           |           |
| Tracción                       | Delantera             | Delantera                  | Delantera                  | Delantera                                        | Delantera             | Delantera                  | Delantera                                        | Delantera | Delantera | Delantera | Delantera | Delantera |
| Transmisión                    | Manual, 5 velocidades | Manual, 5 velocidades      | Manual, 5 velocidades      | Manual, 5 velocidades / Automática 4 velocidades | Manual, 5 velocidades | Manual, 5 velocidades      | Manual, 5 velocidades / Automática 4 velocidades |           |           |           |           |           |
| Aceleración 0-100 km/h         | 18.5 s                | 21.4 s                     | 16.3 s                     | 14.9 s                                           | 10.5 s                | 12.5 s                     | 12.2 s                                           |           |           |           |           |           |
| Velocidad máxima (Km/h)        | 151 Km/h              | 145 Km/h                   | 156 Km/h                   | 160 Km/h                                         | 188 Km/h              | 172 Km/h                   | 172 Km/h                                         |           |           |           |           |           |
| Consumo combinado (L/100 km)   | 5.9                   | 7.0                        | 6.5                        | 6.3                                              | 6.9                   | 7.0                        | 6.9                                              |           |           |           |           |           |

| Periodo                        | 1997-1999                | 1995-1999             | 1997-1999                |                       |                       |                       |
| Identificación del motor       | AKU                      | AEF                   | AEY                      |                       |                       |                       |
| Tipo de motor                  | L4 8v, inyección directa | L4 8v                 | L4 8v, inyección directa |                       |                       |                       |
| Diámetro x carrera             | 79.5 mm × 86.4 mm        | 79.5 mm × 95.5 mm     | 79.5 mm × 95.5 mm        |                       |                       |                       |
| Cilindrada                     | 1716 cm³                 | 1896 cm³              | 1896 cm³                 |                       |                       |                       |
| Relación de compresión         | 19.5: 1                  | 22.5: 1               | 19.5: 1                  |                       |                       |                       |
| Potencia máxima: CV (kW) @ rpm | 60 CV (44 kW) @ 4200     | 64 CV (47 kW) @ 4200  | 64 CV (47 kW) @ 4200     |                       |                       |                       |
| Par máximo: Nm @ rpm           | 115 Nm @ 2200-3000       | 125 Nm @ 2000-3000    | 124 Nm @ 2200-2800       |                       |                       |                       |
| Tracción                       | Delantera                | Delantera             | Delantera                | Delantera             | Delantera             | Delantera             |
| Transmisión                    | Manual, 5 velocidades    | Manual, 5 velocidades | Manual, 5 velocidades    | Manual, 5 velocidades | Manual, 5 velocidades | Manual, 5 velocidades |
| Aceleración 0-100 km/h         | 17.7 s                   | 15.8 s                | 15.8 s                   |                       |                       |                       |
| Velocidad máxima               | 156 Km/h                 | 160 Km/h              | 160 Km/h                 |                       |                       |                       |
| Consumo combinado (L/100 km)   | 4.6                      | 5.6                   | 4.7                      |                       |                       |                       |

### Polo III (6N2, 1999–2001)
| Estrellas en la prueba de impacto del Euro-NCAP: Polo 6N2 (2000) |

De octubre de 1999 hasta octubre de 2001:
- Parrilla más fuertemente marcada y faros de vidrio claro como el Bora.
- Luces traseras con diseño diferente
- nuevo y más moderno tablero del Lupo ahora en todos los modelos 6N.
- Programa electrónico de estabilidad (ESP, en alemán: Elektronisches Stabilitätsprogramm) ahora disponible como equipamiento opcional.
- Reforzamiento estructural de la construcción de la carrocería.
- La placa trasera fue desplazada al parachoques trasero.
- Carrocería completamente galvanizada con garantía de doce años contra oxidación
- Nuevo logotipo Polo (como el 9N/9N3)
- El motor gasolina 1.6 litros con 55 kW (75 PS) del Golf III sustituido por el 1.4 16V de la misma potencia equipado en el Golf IV y el Lupo (en el Classic y el Variant a partir del modelo 2001)y un motor de 1.4 16v de 100cv el GTI (barato).
- Programa de motorización diésel mejorado con un 1.4 litros tres cilindros TDI con sistema de inyector unitario y 55 kW (75 PS) heredado del Lupo.
- También en este rediseño hubo de nuevo una versión GTI del Polo (reconocible por su parrilla con forma de redes), esta vez con motorización de 92 kW (125 PS). Esta versión ya no estuvo limitada en su cantidad de producción. Otras características especiales del GTI rediseñado son los faros de xenón con regulación automática de intensidad de luz y unidad de lavado de faros que solo hay en el GTI.

|                     |
| VW Polo (1999–2001) |

|               |
| Vista trasera |

|                             |
| VW Polo Classic (1999–2001) |

|                             |
| VW Polo Variant (1999–2001) |

|               |
| Vista trasera |

#### Motorizaciones 6N2 (1999-2001)
| Periodo                        | 1999-2001             | 1999-2001                                        | 1999-2001                                        | 1999-2001             | 1999-2001             | 1999-2001 | 1999-2001 | 1999-2001 | 1999-2001 | 1999-2001 | 1999-2001 | 1999-2001 | 1999-2001 | 1999-2001 | 1999-2001 | 1999-2001 | 1999-2001 | 1999-2001 | 1999-2001 | 1999-2001 | 1999-2001 | 1999-2001 | 1999-2001 | 1999-2001 | 1999-2001 | 1999-2001 | 1999-2001 | 1999-2001 | 1999-2001 | 1999-2001 | 1999-2001 | 1999-2001 | 1999-2001 | 1999-2001 | 1999-2001 | 1999-2001 | 1999-2001 | 1999-2001 | 1999-2001 | 1999-2001 | 1999-2001 | 1999-2001 | 1999-2001 | 1999-2001 | 1999-2001 | 1999-2001 | 1999-2001 | 1999-2001 | 1999-2001 | 1999-2001 | 1999-2001 | 1999-2001 | 1999-2001 | 1999-2001 | 1999-2001 | 1999-2001 | 1999-2001 | 1999-2001 | 1999-2001 | 1999-2001 | 1999-2001 | 1999-2001 | 1999-2001 | 1999-2001 | 1999-2001 |
| Identificación del motor       | ALD, ANV, AUC         | AKK, ANW, AUD                                    | AHW, APE, AUA                                    | AFK, AUB              | ARC, AVY              |           |           |           |           |           |           |           |           |           |           |           |           |           |           |           |           |           |           |           |           |           |           |           |           |           |           |           |           |           |           |           |           |           |           |           |           |           |           |           |           |           |           |           |           |           |           |           |           |           |           |           |           |           |           |           |           |           |           |           |           |
| Tipo de motor                  | L4 8v                 | L4 8v                                            | L4 16v                                           | L4 16v                | L4 16v                |           |           |           |           |           |           |           |           |           |           |           |           |           |           |           |           |           |           |           |           |           |           |           |           |           |           |           |           |           |           |           |           |           |           |           |           |           |           |           |           |           |           |           |           |           |           |           |           |           |           |           |           |           |           |           |           |           |           |           |           |
| Diámetro x carrera             | 67,1 mm × 70,6 mm     | 76.5 mm × 75.6 mm                                | 76.5 mm × 75.6 mm                                | 76.5 mm × 75.6 mm     | 76.5 mm × 86.9 mm     |           |           |           |           |           |           |           |           |           |           |           |           |           |           |           |           |           |           |           |           |           |           |           |           |           |           |           |           |           |           |           |           |           |           |           |           |           |           |           |           |           |           |           |           |           |           |           |           |           |           |           |           |           |           |           |           |           |           |           |           |
| Cilindrada                     | 999 cm³               | 1390 cm³                                         | 1390 cm³                                         | 1390 cm³              | 1598 cm³              |           |           |           |           |           |           |           |           |           |           |           |           |           |           |           |           |           |           |           |           |           |           |           |           |           |           |           |           |           |           |           |           |           |           |           |           |           |           |           |           |           |           |           |           |           |           |           |           |           |           |           |           |           |           |           |           |           |           |           |           |
| Relación de compresión         | 10.7: 1               | 10.4: 1                                          | 10.5: 1                                          | 10.5: 1               | 11.5: 1               |           |           |           |           |           |           |           |           |           |           |           |           |           |           |           |           |           |           |           |           |           |           |           |           |           |           |           |           |           |           |           |           |           |           |           |           |           |           |           |           |           |           |           |           |           |           |           |           |           |           |           |           |           |           |           |           |           |           |           |           |
| Potencia máxima: CV (kW) @ rpm | 50 CV (37 kW) @ 5000  | 60 CV (44 kW) @ 4700                             | 75 CV (55 kW) @ 5000                             | 100 CV (74 kW) @ 6000 | 125 CV (92 kW) @ 6500 |           |           |           |           |           |           |           |           |           |           |           |           |           |           |           |           |           |           |           |           |           |           |           |           |           |           |           |           |           |           |           |           |           |           |           |           |           |           |           |           |           |           |           |           |           |           |           |           |           |           |           |           |           |           |           |           |           |           |           |           |
| Par máximo: Nm @ rpm           | 86 Nm @ 3000-3600     | 116 Nm @ 3000                                    | 126 Nm @ 3800                                    | 126 Nm @ 4400         | 152 Nm @ 3000         |           |           |           |           |           |           |           |           |           |           |           |           |           |           |           |           |           |           |           |           |           |           |           |           |           |           |           |           |           |           |           |           |           |           |           |           |           |           |           |           |           |           |           |           |           |           |           |           |           |           |           |           |           |           |           |           |           |           |           |           |
| Tracción                       | Delantera             | Delantera                                        | Delantera                                        | Delantera             | Delantera             | Delantera | Delantera | Delantera |           |           |           |           |           |           |           |           |           |           |           |           |           |           |           |           |           |           |           |           |           |           |           |           |           |           |           |           |           |           |           |           |           |           |           |           |           |           |           |           |           |           |           |           |           |           |           |           |           |           |           |           |           |           |           |           |           |
| Transmisión                    | Manual, 5 velocidades | Manual, 5 velocidades / Automática 4 velocidades | Manual, 5 velocidades / Automática 4 velocidades | Manual, 5 velocidades | Manual, 5 velocidades |           |           |           |           |           |           |           |           |           |           |           |           |           |           |           |           |           |           |           |           |           |           |           |           |           |           |           |           |           |           |           |           |           |           |           |           |           |           |           |           |           |           |           |           |           |           |           |           |           |           |           |           |           |           |           |           |           |           |           |           |
| Aceleración 0–100 km/h         | 18.4 s                | 14.5 s                                           | 12.3 s                                           | 10.4 s                | 8.9 s                 |           |           |           |           |           |           |           |           |           |           |           |           |           |           |           |           |           |           |           |           |           |           |           |           |           |           |           |           |           |           |           |           |           |           |           |           |           |           |           |           |           |           |           |           |           |           |           |           |           |           |           |           |           |           |           |           |           |           |           |           |
| Velocidad máxima               | 151 Km/h              | 160 Km/h                                         | 172 Km/h                                         | 188 Km/h              | 205 Km/h              |           |           |           |           |           |           |           |           |           |           |           |           |           |           |           |           |           |           |           |           |           |           |           |           |           |           |           |           |           |           |           |           |           |           |           |           |           |           |           |           |           |           |           |           |           |           |           |           |           |           |           |           |           |           |           |           |           |           |           |           |
| Consumo combinado (L/100 km)   | 5.7                   | 6.1                                              | 6.2                                              | 6.7                   | 7.1                   |           |           |           |           |           |           |           |           |           |           |           |           |           |           |           |           |           |           |           |           |           |           |           |           |           |           |           |           |           |           |           |           |           |           |           |           |           |           |           |           |           |           |           |           |           |           |           |           |           |           |           |           |           |           |           |           |           |           |           |           |

| Periodo                        | 1999-2001                                                    | 2000                                                         | 1999-2001                | 1999-2001                |                       |                       |                       |                       |
| Identificación del motor       | AMF                                                          | ATL                                                          | AKU                      | AGD, ASX                 |                       |                       |                       |                       |
| Tipo de motor                  | L3 6v, inyección directa, inyector-bomba, turbo, intercooler | L3 6v, inyección directa, inyector-bomba, turbo, intercooler | L4 8v, inyección directa | L4 8v, inyección directa |                       |                       |                       |                       |
| Cilindrada                     | 1422 cm³                                                     | 1422 cm³                                                     | 1716 cm³                 | 1896 cm³                 |                       |                       |                       |                       |
| Relación de compresión         | 19.5: 1                                                      | 18.5: 1                                                      | 19.5: 1                  | 19.5: 1                  |                       |                       |                       |                       |
| Potencia máxima: CV (kW) @ rpm | 75 CV (55 kW) @ 4000                                         | 90 CV (66 kW) @ 4000                                         | 60 CV (44 kW) @ 4200     | 64 CV (47 kW) @ 4200     |                       |                       |                       |                       |
| Par máximo: Nm @ rpm           | 195 Nm @ 2200                                                | 230 Nm @ 1900-2200                                           | 115 Nm @ 2000-3000       | 124 Nm @ 2200-2800       |                       |                       |                       |                       |
| Tracción                       | Delantera                                                    | Delantera                                                    | Delantera                | Delantera                | Delantera             | Delantera             | Delantera             | Delantera             |
| Transmisión                    | Manual, 5 velocidades                                        | Manual, 5 velocidades                                        | Manual, 5 velocidades    | Manual, 5 velocidades    | Manual, 5 velocidades | Manual, 5 velocidades | Manual, 5 velocidades | Manual, 5 velocidades |
| Aceleración 0–100 km/h         | 12.9 s                                                       | 12.0 s                                                       | 17.3 s                   | 15.9 s                   |                       |                       |                       |                       |
| Velocidad máxima               | 170 Km/h                                                     | 175 Km/h                                                     | 157 Km/h                 | 160 Km/h                 |                       |                       |                       |                       |
| Consumo combinado (L/100 km)   | 4.4                                                          | 4.7                                                          | 4.4                      | 4.8                      |                       |                       |                       |                       |

## Polo Classic
Para más información sobre esta variante. Véase Volkswagen Polo Classic
A mediados de los años 90 Volkswagen encontró atractivo el cubrir ciertos nichos de varios mercados a nivel mundial con una versión sedán del Polo tal y como lo había hecho con las dos generaciones anteriores, sin embargo, a diferencia de éstas, Volkswagen no quiso arriesgarse invirtiendo fuertes cantidades en el desarrollo de una nueva carrocería alargada del Polo (Tipo 6N), por lo que optó por desarrollar este modelo, modificando un auto ya existente (el SEAT Córdoba 6K/C), tal y como lo había hecho poco antes Volkswagen de México, sin embargo, debido a que el modelo SEAT ya era conocido, Volkswagen optó por hacer mayores modificaciones en el diseño para diferenciarlos más fácilmente. La parrilla SEAT fue sustituida por una que se podía distinguir claramente como Volkswagen, las defensas fueron sustituidas por unas integrales distintas a las del modelo español, y se le proporcionó una parte trasera exclusiva para este modelo, diferenciándolo claramente del SEAT.
En octubre de 2000, apareció un ligero rediseño de este modelo. Si bien no fue tan extensivo como el que experimentó el Polo (ahora Tipo 6N2), incluyó una nueva instalación tanto del parabrisas como del medallón más al ras con el resto de la carrocería, un nuevo tablero de instrumentos con diseño inspirado en el del Lupo, nuevos emblemas, espejos exteriores de nuevo diseño (similares a los ya vistos en los Golf y Passat (Tipo 3B)), y la carrocería de acero galvanizado, tal y como ya se había dado a conocer en los Golf y Bora de cuarta generación.
|                 |
| Vista delantera |

|               |
| Vista trasera |

#### Motorizaciones 6N (1995-1999)
| Periodo                        | 1995-1999                                        | 1997-1999                                        | 1995-1997                  | 1995-1999                                        | 1997-1999                                        |           |           |           |           |           |           |           |
| Identificación del motor       | AEX, AKV, APQ                                    | AEE                                              | 1F                         | AFT                                              | ADD, ADZ                                         |           |           |           |           |           |           |           |
| Tipo de motor                  | L4 8v                                            | L4 8v                                            | L4 8v, inyección monopunto | L4 8v                                            | L4 8v, inyección monopunto                       |           |           |           |           |           |           |           |
| Diámetro x carrera             | 76.5 mm × 75.6 mm                                | 76.5 mm × 86.9 mm                                | 81.0 mm × 77.4 mm          | 81.0 mm × 77.4 mm                                | 81.0 mm × 86.4 mm                                |           |           |           |           |           |           |           |
| Cilindrada                     | 1390 cm³                                         | 1598 cm³                                         | 1595 cm³                   | 1595 cm³                                         | 1781 cm³                                         |           |           |           |           |           |           |           |
| Relación de compresión         | 10.2: 1                                          | 9.8: 1                                           | 9.0: 1                     | 10.5: 1                                          | 10.0: 1                                          |           |           |           |           |           |           |           |
| Potencia máxima: CV (kW) @ rpm | 60 CV (44 kW) @ 4700                             | 75 CV (55 kW) @ 4800                             | 75 CV (55 kW) @ 5500       | 100 CV (74 kW) @ 5800                            | 90 CV (66 kW) @ 5500                             |           |           |           |           |           |           |           |
| Par máximo: Nm @ rpm           | 116 Nm @ 2800-3200                               | 135 Nm @ 2800-3600                               | 125 Nm @ 2800              | 140 Nm @ 3500                                    | 145 Nm @ 2700-2900                               |           |           |           |           |           |           |           |
| Tracción                       | Delantera                                        | Delantera                                        | Delantera                  | Delantera                                        | Delantera                                        | Delantera | Delantera | Delantera | Delantera | Delantera | Delantera | Delantera |
| Transmisión                    | Manual, 5 velocidades / Automática 4 velocidades | Manual, 5 velocidades / Automática 4 velocidades | Manual, 5 velocidades      | Manual, 5 velocidades / Automática 4 velocidades | Manual, 5 velocidades / Automática 4 velocidades |           |           |           |           |           |           |           |
| Aceleración 0-100 km/h         | 16.0 s                                           | 13.3 s                                           | 12.1 s                     | 10.9 s                                           | 11.9 s                                           |           |           |           |           |           |           |           |
| Velocidad máxima (Km/h)        | 157 Km/h                                         | 170 Km/h                                         | 170 Km/h                   | 188 Km/h                                         | 180 Km/h                                         |           |           |           |           |           |           |           |
| Consumo combinado (L/100 km)   | 6.7                                              | 7.2                                              | 7.4                        | 7.8                                              | 7.9                                              |           |           |           |           |           |           |           |

| Periodo                        | 1997-1999                | 1995-1999                | 1997-1999                                    | 1998-1999                                    |                       |                       |
| Identificación del motor       | AKU                      | AEY                      | AHU, ALE                                     | AFN                                          |                       |                       |
| Tipo de motor                  | L4 8v, inyección directa | L4 8v, inyección directa | L4 8v, inyección directa, turbo, intercooler | L4 8v, inyección directa, turbo, intercooler |                       |                       |
| Diámetro x carrera             | 79.5 mm × 86.4 mm        | 79.5 mm × 95.5 mm        | 79.5 mm × 95.5 mm                            | 79.5 mm × 95.5 mm                            |                       |                       |
| Cilindrada                     | 1716 cm³                 | 1896 cm³                 | 1896 cm³                                     | 1896 cm³                                     |                       |                       |
| Relación de compresión         | 19.5: 1                  |                          |                                              |                                              |                       |                       |
| Potencia máxima: CV (kW) @ rpm | 60 CV (44 kW) @ 4200     | 64 CV (47 kW) @ 4200     | 90 CV (66 kW) @ 4000                         | 110 CV (81 kW) @ 4150                        |                       |                       |
| Par máximo: Nm @ rpm           | 115 Nm @ 2200-3000       | 124 Nm @ 2200-2800       | 202 Nm @ 1900                                | 235 Nm @ 1900                                |                       |                       |
| Tracción                       | Delantera                | Delantera                | Delantera                                    | Delantera                                    | Delantera             | Delantera             |
| Transmisión                    | Manual, 5 velocidades    | Manual, 5 velocidades    | Manual, 5 velocidades                        | Manual, 5 velocidades                        | Manual, 5 velocidades | Manual, 5 velocidades |
| Aceleración 0-100 km/h         | 18.1 s                   | 16.9 s                   | 12.5 s                                       | 10.6 s                                       |                       |                       |
| Velocidad máxima               | 155 Km/h                 | 158 Km/h                 | 180 Km/h                                     | 193 Km/h                                     |                       |                       |
| Consumo combinado (L/100 km)   | 4.9                      | 5.0                      | 4.9                                          | 4.9                                          |                       |                       |

#### Motorizaciones 6N2 (1999-2002)
| Periodo                        | 1999-2001                                        | 1999-2001                                        | 1999-2000             | 1999-2002                                        |           |           |           |           |
| Identificación del motor       | AKK, ANW, AUD                                    | AHW, APE, AUA                                    | ALM                   | AEH, AKL, APF, AUR                               |           |           |           |           |
| Tipo de motor                  | L4 8v                                            | L4 16v                                           | L4 8v                 | L4 8v                                            | L4 8v     | L4 8v     |           |           |
| Diámetro x carrera             | 76.5 mm × 75.6 mm                                | 76.5 mm × 75.6 mm                                | 76.5 mm × 86.9 mm     | 81.0 mm × 77.4 mm                                |           |           |           |           |
| Cilindrada                     | 1390 cm³                                         | 1390 cm³                                         | 1598 cm³              | 1595 cm³                                         |           |           |           |           |
| Relación de compresión         | 10.4: 1                                          | 10.5: 1                                          | 9.8: 1                | 10.3: 1                                          |           |           |           |           |
| Potencia máxima: CV (kW) @ rpm | 60 CV (44 kW) @ 4700                             | 75 CV (55 kW) @ 5000                             | 75 CV (55 kW) @ 4800  | 100 CV (74 kW) @ 5600                            |           |           |           |           |
| Par máximo: Nm @ rpm           | 116 Nm @ 3000                                    | 126 Nm @ 3800                                    | 135 Nm @ 2800-3600    | 145 Nm @ 3800                                    |           |           |           |           |
| Tracción                       | Delantera                                        | Delantera                                        | Delantera             | Delantera                                        | Delantera | Delantera | Delantera | Delantera |
| Transmisión                    | Manual, 5 velocidades / Automática 4 velocidades | Manual, 5 velocidades / Automática 4 velocidades | Manual, 5 velocidades | Manual, 5 velocidades / Automática 4 velocidades |           |           |           |           |
| Aceleración 0–100 km/h         | 16.0 s                                           | 12.9 s                                           | 13.3 s                | 10.9 s                                           |           |           |           |           |
| Velocidad máxima               | 157 Km/h                                         | 170 Km/h                                         | 170 Km/h              | 188 Km/h                                         |           |           |           |           |
| Consumo combinado (L/100 km)   | 6.7                                              | 6.4                                              | 7.2                   | 7.9                                              |           |           |           |           |

| Periodo                        | 1999-2001                | 1999-2001                                    | 1999-2001                                    |                       |                       |                       |                       |                       |
| Identificación del motor       | AGP, AQM                 | AGR, ALH                                     | ASK, ASV                                     |                       |                       |                       |                       |                       |
| Tipo de motor                  | L4 8v, inyección directa | L4 8v, inyección directa, turbo, intercooler | L4 8v, inyección directa, turbo, intercooler |                       |                       |                       |                       |                       |
| Diámetro x carrera             | 79.5 mm × 95.5 mm        | 79.5 mm × 95.5 mm                            | 79.5 mm × 95.5 mm                            |                       |                       |                       |                       |                       |
| Cilindrada                     | 1896 cm³                 | 1896 cm³                                     | 1896 cm³                                     |                       |                       |                       |                       |                       |
| Relación de compresión         | 19.5: 1                  | 19.5: 1                                      | 19.5: 1                                      |                       |                       |                       |                       |                       |
| Potencia máxima: CV (kW) @ rpm | 68 CV (50 kW) @ 4200     | 90 CV (66 kW) @ 3750                         | 110 CV (81 kW) @ 4150                        |                       |                       |                       |                       |                       |
| Par máximo: Nm @ rpm           | 133 Nm @ 2200-2600       | 210 Nm @ 1900                                | 235 Nm @ 1900                                |                       |                       |                       |                       |                       |
| Tracción                       | Delantera                | Delantera                                    | Delantera                                    | Delantera             | Delantera             | Delantera             | Delantera             | Delantera             |
| Transmisión                    | Manual, 5 velocidades    | Manual, 5 velocidades                        | Manual, 5 velocidades                        | Manual, 5 velocidades | Manual, 5 velocidades | Manual, 5 velocidades | Manual, 5 velocidades | Manual, 5 velocidades |
| Aceleración 0–100 km/h         | 16.9 s                   | 12.6 s                                       | 10.7 s                                       |                       |                       |                       |                       |                       |
| Velocidad máxima               | 161 Km/h                 | 180 Km/h                                     | 193 Km/h                                     |                       |                       |                       |                       |                       |
| Consumo combinado (L/100 km)   | 5.1                      | 4.9                                          | 4.9                                          |                       |                       |                       |                       |                       |

## Galería
|                                                     |
| Vista de la inscripción Polo Harlekin de un Polo 6N |

|                 |
| Tablero Polo 6N |

|                            |
| Polo 6N blanco en Estambul |

|                     |
| Polo 6N2 (rediseño) |

|                         |
| Polo Classic en Irlanda |

|                                   |
| Parte frontal de un Polo GTI 2000 |

|                                                        |
| Polo Playa (SEAT Ibiza 6K) para el mercado sudafricano |

|                             |
| Polo 3 familiar (furgoneta) |